# Leptoclinides brandi
Leptoclinides brandi är en sjöpungsart som beskrevs av Kott 200. Leptoclinides brandi ingår i släktet Leptoclinides och familjen Didemnidae. Inga underarter finns listade i Catalogue of Life.